# Cavaglio-Spoccia

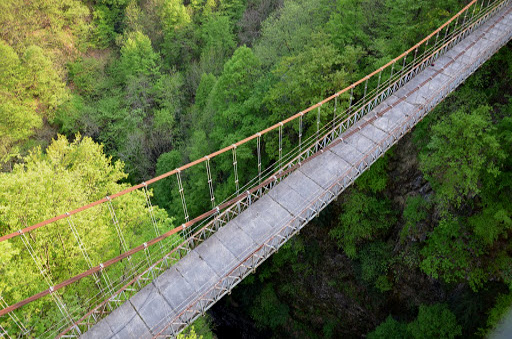
Cavaglio Brücke

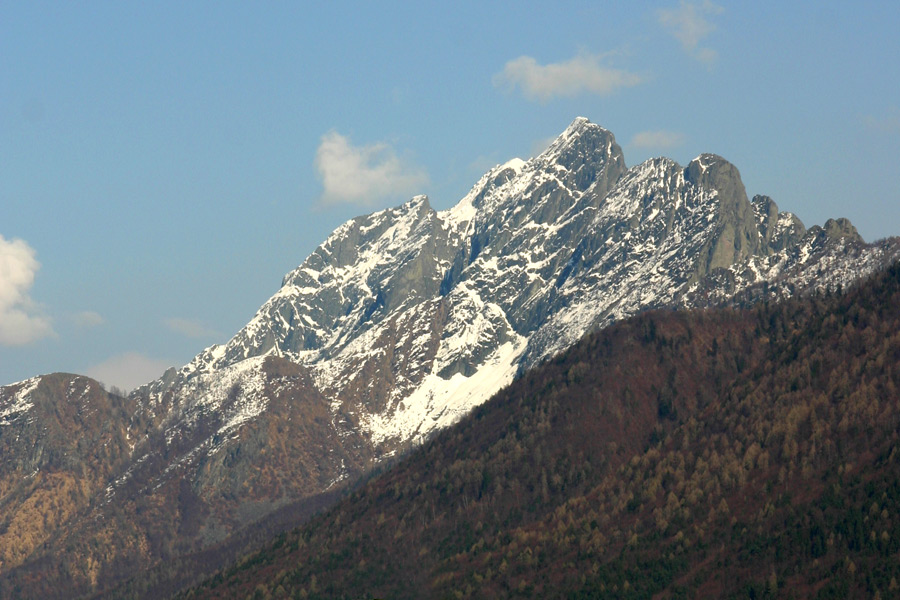
Monte Gridone oder Limidario

Cavaglio-Spoccia ist eine frühere Gemeinde, die aus mehreren Dörfern bestand, in der italienischen Provinz Verbano-Cusio-Ossola (VB) in der Region Piemont. Sie gehört seit dem 1. Januar 2019 mit allen Dörfern zur Gemeinde Valle Cannobina. 1927 waren die Ortsteile Cavaglio und Spoccia zusammengelegt worden.

## Geographie
Cavaglio-Spoccia liegt in der Valle Cannobina orografisch links oberhalb des Flusses Cannobino. Das frühere Gemeindegebiet umfasst eine Fläche von 18 km². Es besteht vor allem aus den Dörfern Cavaglio, Gurrone und Spoccia. 
Eine Buslinie führt von Cannobio in die Valle Cannobina; Haltepunkt für Cavaglio ist Il Ponte; von dort 20 min Fußweg nach Cavaglio.

## Bevölkerung
| Jahr      | 1861 | 1871 | 1881 | 1901 | 1921 | 1931 | 1951 | 1971 | 1991 | 2001 | 2011 | 2017 | 2018 |
| Einwohner | 1013 | 1105 | 1054 | 862  | 856  | 780  | 605  | 418  | 320  | 309  | 255  | 267  | 265  |